# Ляс-Мешаны (заповедник)
Заповедник «Ляс-Меша́ны» (пол. Las Mieszany) — заповедник в Польше в ландшафтном парке «Пуща-Зелёнка» на территории гмины Мурована-Гослина Познанского повята Великопольского воеводства, Польша.

## История
Заповедник был создан 14 сентября 1962 году решением польского Министерства лесного хозяйства и деревообрабатывающей промышленности для сохранения дубово-соснового древостоя с участками граба и бука. Заповедник занимает площадь размером 10,83 гектаров.

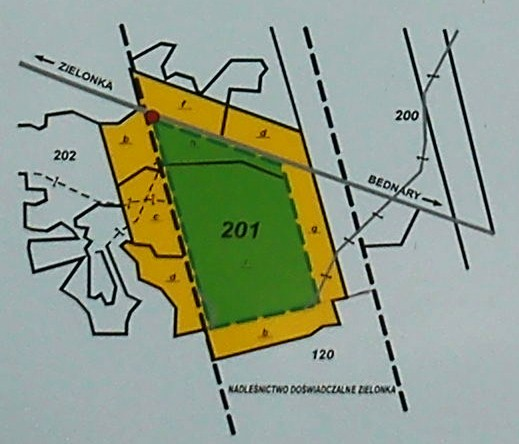
Карта заповедника